# 非功能性需求
在系統工程及需求工程中，非功能性需求（Non-functional requirement）是指依一些條件判斷系統運作情形或其特性，而不是針對系統特定行為的需求。和非功能性需求相對的是功能需求，後者會定義系統特定的行為或功能。非功能性需求也可以視為為了滿足客戶業務需求而需要符合，但又不在功能性需求以内的特性。
一般會在系統設計中詳細列出實現功能需求的計劃，而會在系统架构中詳細列出實現非功能性需求的計劃。一般而言，功能需求會定義系統的行為，而非功能性需求會定義系統的特性。
非功能性需求一般會稱為系統的「品質」，有時也會稱為「限制」、「品質屬性」、「品質目標」、「品質服務需求」或「非行為性的需求」。有許多非功能性需求的英文都是以「ility」結尾，例如穩定性（stability）及可移植性（portability），因此非功能性需求有時也稱為「ilities」。
非功能性需求可以分為以下的二類：
1. 執行品質（Execution qualities），可以在系統運作時觀察到的品質，例如保安性及易用性等。
2. 發展品質（Evolution qualities），和軟體系統結構及開發過程有關的品質，例如軟體可測試性、可維護性、可擴展性、可伸縮性（scalability）等[2][3]。

## 舉例
一個系統要顯示資料庫中記錄条目的數量，這個是功能需求，但如何更新顯示条目數的資料就是非功能性需求。若需要即時更新顯示資料，系統架構需允許系統在資料条目數量變化後，經過一小段可接受的時間後就要更新顯示資料。足夠的網路頻寬可能就是非功能性需求中的一部份。
以下是一些非功能性需求的例子：
- 無障礙
- 審計和控制
- 可用性（參考服務級別協議）
- 備份
- 目前容量及預估容量
- 認證
- 相容性
- 組態管理
- 部署
- 文件
- 灾难恢复
- 效率（特定負載下消耗的資源）
- 有效性（工作量及其性能表現間的關係）
- 情感因素
- 環境保護
- 履約保證
- 弱點
- 可扩展性（Extensibility，增加機能）
- 故障管理
- 故障容許度（容错性）
- 法律性或授權許可問題或避免專利侵權
- 互操作性
- 可維護性
- 可修改性（Modifiability）
- 网络拓扑
- 开放源代码
- 可操作性（英语：Operability）
- 性能
- 系統平台相容性
- 隱私權
- 軟體可移植性
- 品质（例如已發現的故障、已交付的的故障、故障排除效力）
- 復原或可復原性（例如平均修復時間MTTR）
- 可靠度（例如平均故障間隔MTBF）
- 報表
- 網路彈性（英语：Resilience (network)）
- 資源限制（處理器、速度、金錢、硬碟容量、網路頻寬等）
- 反應時間
- 強健性
- 可伸縮性（Scalability，水平或垂直的）
- 保安
- 軟體、工具、標準等的相容
- 穩定性（英语：Stability Model）
- 可支持性（英语：Supportability）
- 軟體可測試性
- 易用性